# Lipotriches hippophila
Lipotriches hippophila är en biart som först beskrevs av Cockerell 1910.  Lipotriches hippophila ingår i släktet Lipotriches och familjen vägbin. Inga underarter finns listade i Catalogue of Life.

## Bildgalleri

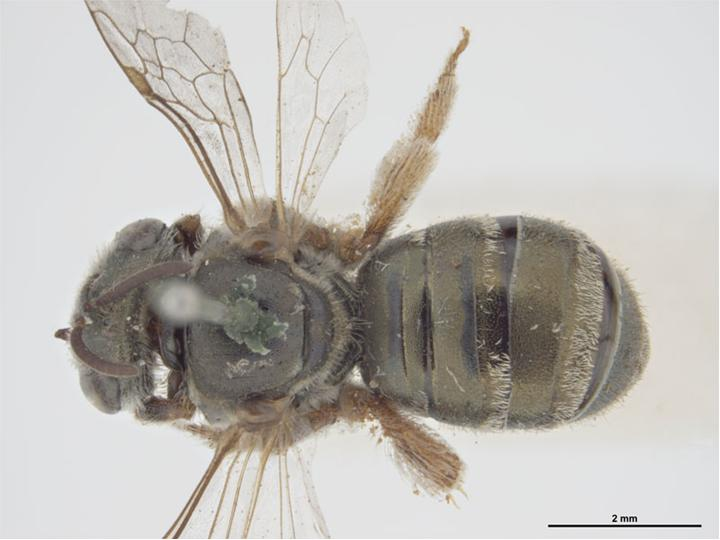
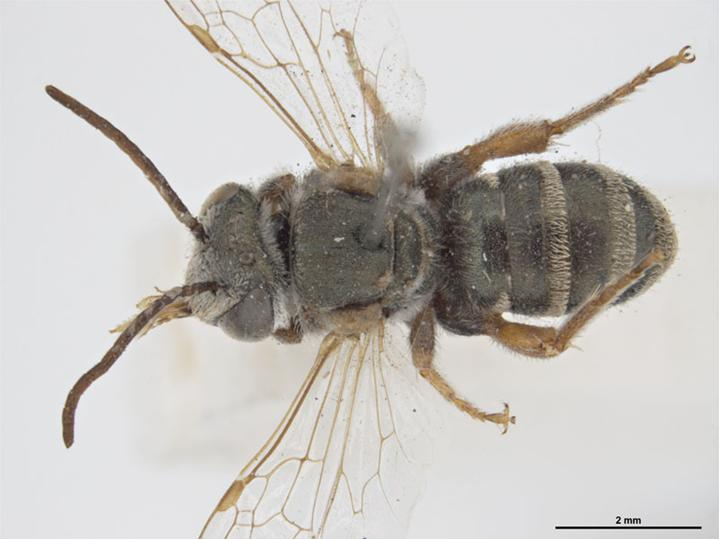